# Митрашинци
Митрашинци (на македонска литературна норма: Митрашинци) е село в Северна Македония, община Берово.

## География
Селото е разположено в историческата област Малешево.

## История
В местността Будица край селото е открито селище от времето на неолита. В околностите на Митрашинци са намерени и останки от римско време (Шумутница), от две старохристиянски църкви (Манастир, Свети Илия) и селище от Късната античност (Манастир), средновековен некропол (Дивидия) и селище (Селище).
В османски данъчни регистри на немюсюлманското население от вилаета Малешева от 1621 - 1622 година е отбелязано село Митрасин с 64 джизие ханета (домакинства). В края на XIX век Митрашинци е българско село в Малешевска каза на Османската империя. Църквата „Свети Илия“ е от XIX век.
В „Етнография на вилаетите Адрианопол, Монастир и Салоника“, издадена в Константинопол в 1878 година и отразяваща статистиката на населението от 1873 година, Митришин (Mitrichine) е посочено като село със 180 домакинства, като жителите му са 685 българи. Според статистиката на Васил Кънчов („Македония. Етнография и статистика“) от 1900 година Митрошинци е населявано от 1150 жители българи християни.
В началото на XX век цялото население на Митрашинци е под върховенството на Българската екзархия. По данни на секретаря на екзархията Димитър Мишев („La Macédoine et sa Population Chrétienne“) през 1905 година в Митрашинци има 1216 българи екзархисти и функционира българско училище.
През март 1915 година свещеникът Петре е погребан жив, а синът му умира в резултат на побоя, нанесен му от сръбските окупатори.
По време на българското управление във Вардарска Македония в годините на Втората световна война, Димитър Ст. Мирков от Скопие е български кмет на Митрашинци от 29 януари 1942 година до 30 юни 1942 година. След това кмет е Славко М. Недков от Щип (30 юни 1942 - 9 септември 1944).
През есента на 1944 г. в сградата на училището са разположени около 400 селяни от Малешево и Пиянец - родолюбиви българи и членове на ВМРО, които през една вечер са извеждани на малки групи и избивани на неустановени места. На 28 октомври 1946 година между Пехчево и Берово от агента на УДБА Кольо Костевски е убит без съд и присъда местният жител с българско самосъзнание Борис.
Според преброяването от 2002 година селото има 729 жители.
| Националност     | Всичко |
| северномакедонци | 728    |
| албанци          | 0      |
| турци            | 0      |
| роми             | 0      |
| власи            | 0      |
| сърби            | 1      |
| бошняци          | 0      |
| други            | 0      |

## Личности
Родени в Митрашинци
- Васил Йован, българин, православен, арестуван на 12 юни 1903 година, обвинен, като „ранен и заловен сред разбойниците, които се сблъскали с част от османската войска в местността, наречена Голак, край селището Царево“, осъден на 4 години каторга, амнистиран с общата амнистия от 12 април 1904 година[12]
- Глигор Попдимитров, деец на ВМОРО[13]
- Паисий Рилски (1861 или 1866 - 1932), български свещеник и революционер[14]
- Тимо Джаранев, деец на ВМРО[15]

Починали в Митрашинци
- Димитър Попстаматов (1880 – 1904), български просветен и революционен деец, войвода на ВМОРО
- Христо Димитров – Кутруля (1881 – 1905), български революционер, войвода на ВМОРО
- Анастас Милев (Анастас Чифлигаро) (1873 – 1905), български революционер, войвода на ВМОК
- Константин Калинов Атанасов, български военен деец, подпоручик, загинал през Междусъюзническа война[16]